# Cantón de Nevers-Norte
El cantón de Nevers-Norte era una división administrativa francesa, que estaba situada en el departamento de Nièvre y la región de Borgoña.

## Composición
El cantón estaba formado por una comuna, más una fracción de la comuna que le daba su nombre:
- Coulanges-lès-Nevers
- Nevers (fracción)

## Supresión del cantón de Nevers-Norte
En aplicación del Decreto n.º 2014-184 de 18 de febrero de 2014, el cantón de Nevers-Norte fue suprimido el 22 de marzo de 2015 y sus 2 comunas pasaron a formar parte; una del nuevo cantón de Nevers-1 y la fracción de la comuna que le daba su nombre se unió con las demás fracciones para que, por medio de una reestructuración cantonal, fueran creados los nuevos cantones de Nevers-1, Nevers-2, Nevers-3 y Nevers-4.